# Червоний морський лящ
Червоний морський лящ — назва кількох (щонайменше двох) видів риб родини спарових (Sparidae): Pagrus major і Pagellus bogaraveo. Pagellus bogaraveo також відомий як чорноплямий морський лящ.
У Японії, Pagrus major відомий як мадай (madai, 真鯛). Він цінується за свій аромат, і використовується в традиційній кухні. Особливо часто подається на святах, таких як новий рік або весілля.